# Victor Matthys
Pour les articles homonymes, voir Matthys.
Victor Matthys, né le 20 février 1914 à Anderlecht et mort le 10 novembre 1947 à Charleroi. Il est un nationaliste et collaborationniste belge pendant la Seconde Guerre mondiale. Il s’est hissé au rang d’éditeur du journal Rex Le Pays Réel et est lieutenant de Léon Degrelle. En tant que chef ad interim du mouvement Rex, il affirme sa volonté d'amplifier la répression. Il est également reconnu comme l'un des instigateurs des tueries de Courcelles, événement qui a mené à sa condamnation et à son exécution.

## Biographie

### Jeunesse et famille
Originaire de Bruxelles, appartenant à la génération de la jeunesse catholique belge des années 1920 et 1930, Matthys poursuit des études universitaires à l’université catholique de Louvain. Il est dépeint à la fois comme un jeune homme avec une attitude irrévérencieuse à l’égard de l’ordre établi et avec un certain manque de sérieux, mais également comme une personne douce de caractère et de nature faible. Cette dualité de son caractère est soulignée par le fait qu’il a été jugé inapte au service militaire dans l’armée belge avant la guerre, en raison de son physique qui donnait l’impression qu’il était mal-nourri.

### Engagement politique dans l'extrême-droite

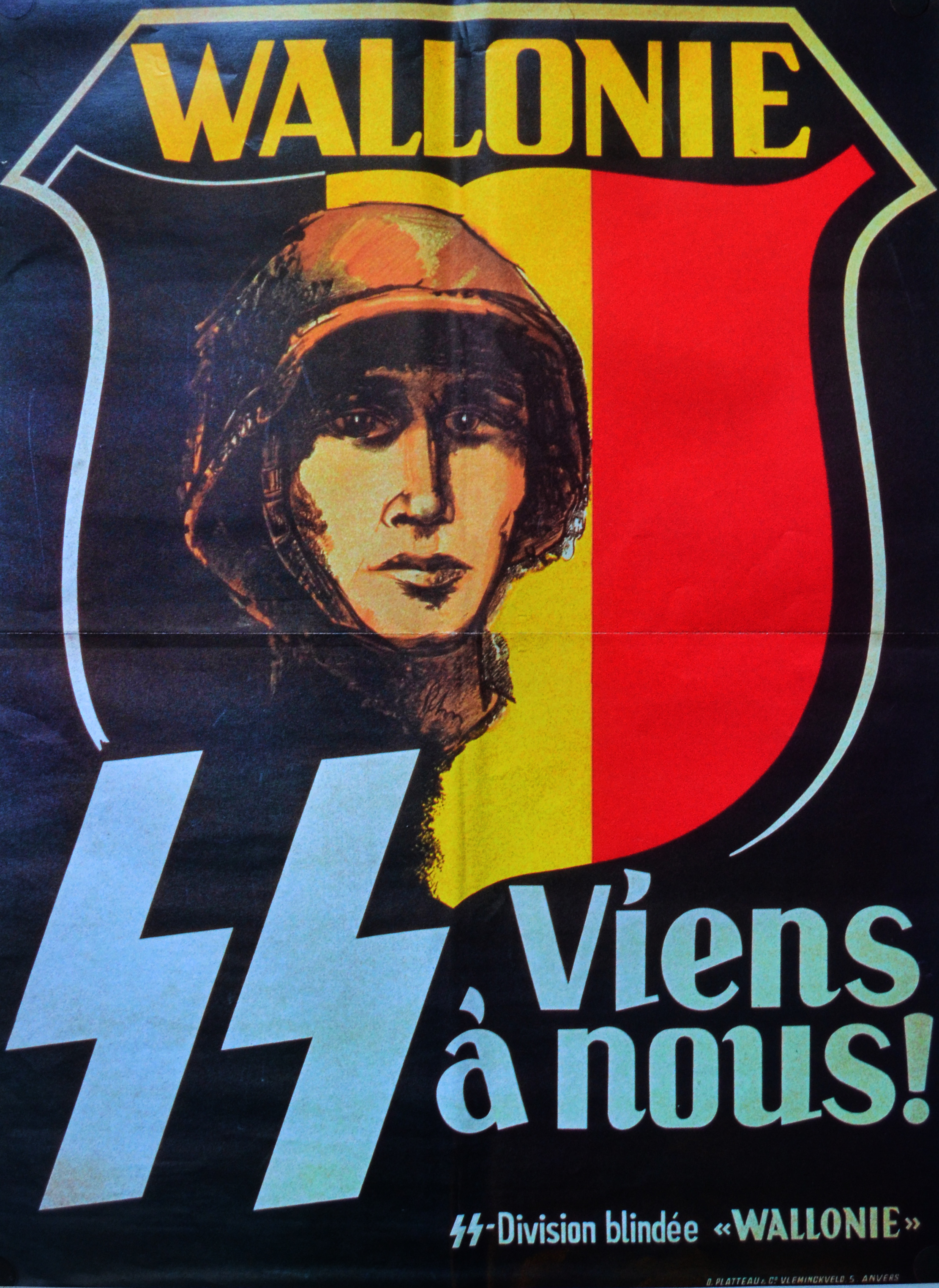
La "Légion Wallonie"

Alors qu’il adhère modérément à l’idéologie politique nazie avant le début de la Seconde Guerre mondiale, Victor Matthys rejoint le mouvement Rex dès ses années estudiantines, et fait partie du premier cercle qui rallie les premiers adeptes du mouvement rexiste, ce qui lui vaut d’être considéré par Léon Degrelle comme son plus vieux et fidèle collaborateur. Ainsi, en novembre 1935, Matthys participe au coup de Courtrai avec Leon Degrelle et d’autres affiliés. 
Il entre à la rédaction de l’hebdomadaire Le Pays réel, organe de propagande de son mouvement, en 1936, après le départ de Hubert van Outryve d’Ydewalle. Degrelle lui confie le poste de rédacteur au journal, où il exerce la fonction de journaliste avant de brièvement assumer le rôle de directeur. Pendant cette période, il se consacre particulièrement à la propagande nazie, jusqu'à être surnommé le « Goebbels de Léon Degrelle » par le journal Cassandre.Cependant, à partir de 1939, il se retrouve parmi les derniers à écrire des articles pour le journal, car de nombreux journalistes ont été mobilisés dans l'armée. Il est ensuite arrêté comme suspect et déporté en France le 10 mai 1940 pour son affiliation au mouvement rexiste.

### À la tête de Rex
Après son retour en Belgique, à l’aube de ses 27 ans, en mai 1941, il devient directeur de la propagande. Quelques mois plus tard, en juillet de la même année, il est promu chef de file du mouvement à la suite du départ de Léon Degrelle, qui part servir dans la Légion Wallonie sur le front de l'Est, changement hiérarchique qui a d'ailleurs été annoncé par le Bulletin des dirigeants du 15 août 1941. Il a obtenu ce poste de chef ad interim du mouvement en raison de sa faiblesse de caractère, car son dirigeant empêché, Léon Degrelle, ne le considérait pas comme une menace, mais plutôt comme un fonctionnaire sans aucune expérience politique qui ne s’occupe que des affaires courantes de Rex.
Le 7 septembre 1941, il tient un discours important devant les cadres du parti afin d’établir ses priorités en matière de discipline et de propagande, à la suite duquel il obtient un serment public de fidélité de la part de Joseph Pévenasse, avocat à Charleroi, renforçant ainsi sa position personnelle. En octobre 1941, Victor Matthys crée un Service Politique, à la tête duquel il nomme José Streel, devenu la section la plus importante de l’État-major de Rex. Jusqu’au retour de Léon Degrelle en 1942, les deux hommes prendront les décisions importantes ensemble. Cependant, seul Matthys prendra la responsabilité des décisions tandis que Streel n’occupera qu’un rôle d’influence.
En juillet 1942, à la suite de l’assassinat, à Charleroi, du dirigeant rexiste Jean Demaret, Matthys donne l’ordre d’organiser des représailles à l’encontre d’un magistrat anglophile. Il affirmera ensuite que « Rex entreprendrait désormais lui-même la lutte anti-juive », avant de prendre la décision pour tout le mouvement Rex de se retirer de la « Ligue pour la défense anti-juive ».
Quelques mois plus tard, le 25 octobre 1942, Matthys prend la parole, adoptant un ton beaucoup plus radical que lors de ses précédentes prises de parole. Il affirme alors la stigmatisation des Juifs, des bourgeois et du clergé politicien, et déclare que la « race wallonne », tant dans ses origines raciales, historiques et géographiques, appartenait au monde germanique. Pour ce faire, il utilise ses théories radicales germaniques afin de justifier l’unité de la Belgique.
Malgré le retour de Degrelle en Belgique en janvier 1943, Matthys conserve son rôle de chef ad interim de Rex et procède à la nomination du nouveau personnel de la hiérarchie. Il nomme Léon Brunet comme chef du Département Politique et des Cadres Politiques. De même, Louis Collard est désigné à la direction administrative du département politique. Il délègue de plus en plus de compétences à Louis Collard, au point que Matthys perd petit à petit tout rôle effectif dans les affaires de Rex.

### Collaboration directe
Matthys, admirateur de la première heure d'Adolf Hitler, sait se faire apprécier des Allemands. En mars 1943, il crée le Département Sécurité et Information (DSI) afin de mettre en place une structure de défense spécifique. Initialement chargé de surveiller les opposants politiques, les supposés résistants et les réfractaires au travail obligatoire, le DSI transmet rapidement des informations à la Geheime Feldpolizei ou à la Sipo-SD pour les arrestations. Cependant, ses membres dévient rapidement de leur mission initiale en s'adonnant à des activités telles que le chantage, le racket et le vol, et commencent à procéder à des arrestations arbitraires et injustifiées.
Á la fin de cette même année, Matthys et les nouveaux dirigeants de Rex obtiennent des armes supplémentaires de la part des Nazis afin de garantir la sécurité des militants rexistes et mettent en place un corps de protection rexiste. Une alliance forte se développe entre le Rex et les représentants de la S.S. à Bruxelles sous l’impulsion du ralliement de Matthys, aidé par Collard, aux thèses ethniques que soutient le Reich.
Le 3 janvier 1944, Matthys annonce une réorganisation considérable des services centraux de Rex en vue de renforcer la centralisation du mouvement sous la direction d’un État-major tout puissant. En se faisant, il nomme Louis Collard comme secrétaire d’État-major, ce qui entraîne la perte du rôle effectif de Matthys au sein du parti, le reléguant à un rôle purement honorifique. Toujours à cette même période, Matthys crée un nouvel inspectorat, dirigé par Pévenasse, un Inspecteur de la Milice et chargé de la rénovation des formations diverses, militaires et paramilitaires, de Rex.
Représentant toujours Degrelle par intérim, Matthys refuse en mai 1944 d’exécuter l’ordre de Degrelle de rédiger une liste de dix mille réfractaires au travail obligatoire qui, arrêtés par les Allemands, remplaceraient les volontaires partis des usines du Reich pour la Légion Wallonie. Pour l'historien Philip Rees, c'est à ce moment que Matthys est désavoué, et doit céder sa direction (effective) à Louis Collard.
La nuit du 17 au 18 août 1944, à Courcelles, un groupe de 27 personnes est assassiné sur ordre de Victor Matthys. Cet acte était, pour lui, une réponse aux meurtres du Bourgmestre rexiste du Grand-Charleroi, Oswald Englebin, de son épouse et de son fils, perpétrés par des individus non identifiés. Pas moins de 10 jours plus tard, le 28 août 1944, la milice rexiste de Victor Matthys assassine également le Bâtonnier Braffort, cette fois en représailles de ses actions de résistance contre l’Allemagne nazie.
Cette même année et à la suite de la retraite imminente des troupes allemandes et de l’activité frénétique des dirigeants rexistes, Matthys part en vacances à la mi-août dans un hôtel rexiste de Dinant à la suite de ses massacres.

### Procès et exécution

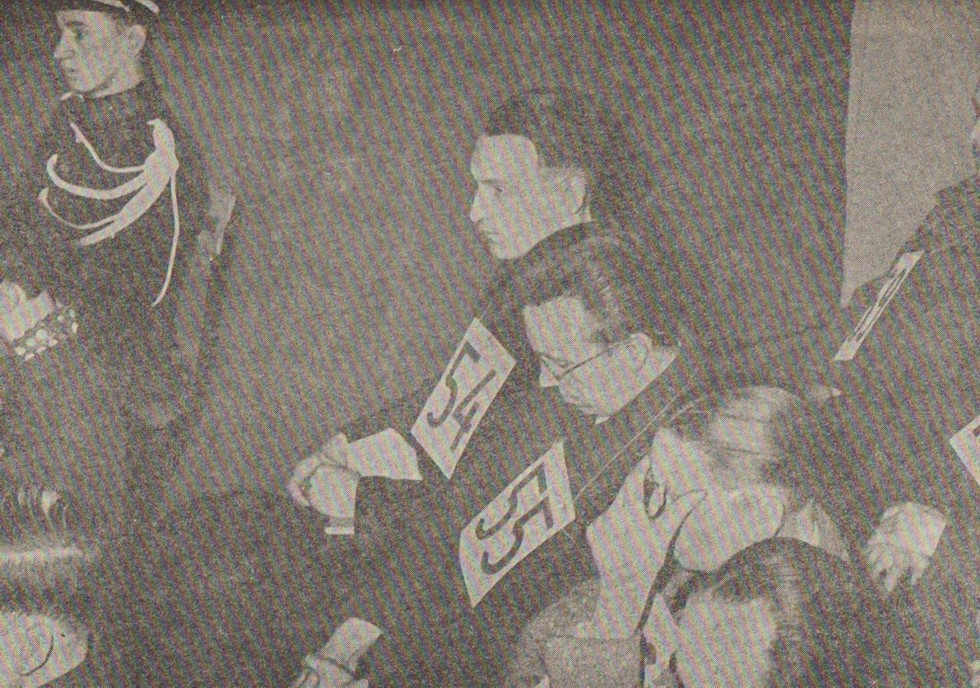
Victor Matthijs (54), chef de Rex ad interim et Marie-Joseph Collard (55), chef du département politique de Rex, écoutent les explications que donne l’un ou l’autre de leurs subordonnés.

Le 21 mai 1946 débute le plus grand procès que la Belgique ait connu à l'époque. Devant le Conseil de Guerre de Charleroi, dans la Salle Concordia, comparaissent les 97 prévenus soupçonnés d'avoir participé aux tueries des 17 et 18 août 1944, avec comme figure de proue Victor Matthys et Louis Collard,.  
Les juges décident de retenir la responsabilité de Victor Matthys de son rôle dans la collaboration avec l'occupant allemand et dans la diffusion de la propagande rexiste en Belgique en raison de son rôle de chef ad interim au sein du mouvement Rex.
Il n’a pas contesté sa collaboration, mais il s’est cependant justifié en affirmant qu’il était convaincu que l’Allemagne nazie allait sortir victorieuse de la guerre. De plus, Il se défend aussi en disant qu'à la suite de l'invasion de la Belgique par l’Allemagne durant l’été 1940, il pensait que la guerre allait arriver à son terme. Mais Victor Matthys n’a jamais cessé de lutter contre les mouvements de résistances pendant la guerre, ce qui sera retenu à son encontre lors du procès.
Après près de deux mois de procès, au cours desquels 147 témoins à charge sont entendus et les prévenus interrogés, les débats prennent fin et le jugement est rendu le 3 août 1946, à 10 heures. Matthys est condamné à mort par exécution, considéré avec Louis Collard comme l'instigateur principal des tueries. Il est fusillé le 10 novembre 1947 en compagnie de 26 autres membres du mouvement rexiste condamnés pour leurs crimes.